# Psammopolycystis bidens
Psammopolycystis bidens är en plattmaskart som beskrevs av Meixner 1938. Psammopolycystis bidens ingår i släktet Psammopolycystis och familjen Polycystididae. Inga underarter finns listade i Catalogue of Life.